# Potamochoerus larvatus
Potamochoerus larvatus або Чагарникова свиня — вид парнокопитних ссавців родини Свиневі (Suidae). Цей вид належить до роду річкових свиней і мешкає в лісах, чагарниках і пасовищах біля річок у східній та південній Африці. Присутній на Мадагаскарі, імовірно, інтродукований туди людиною, а також, за неперевіреними свідченнями, на навколишніх островах, таких як Майотта. Веде нічний спосіб життя. Виділяють кілька підвидів.

## Опис

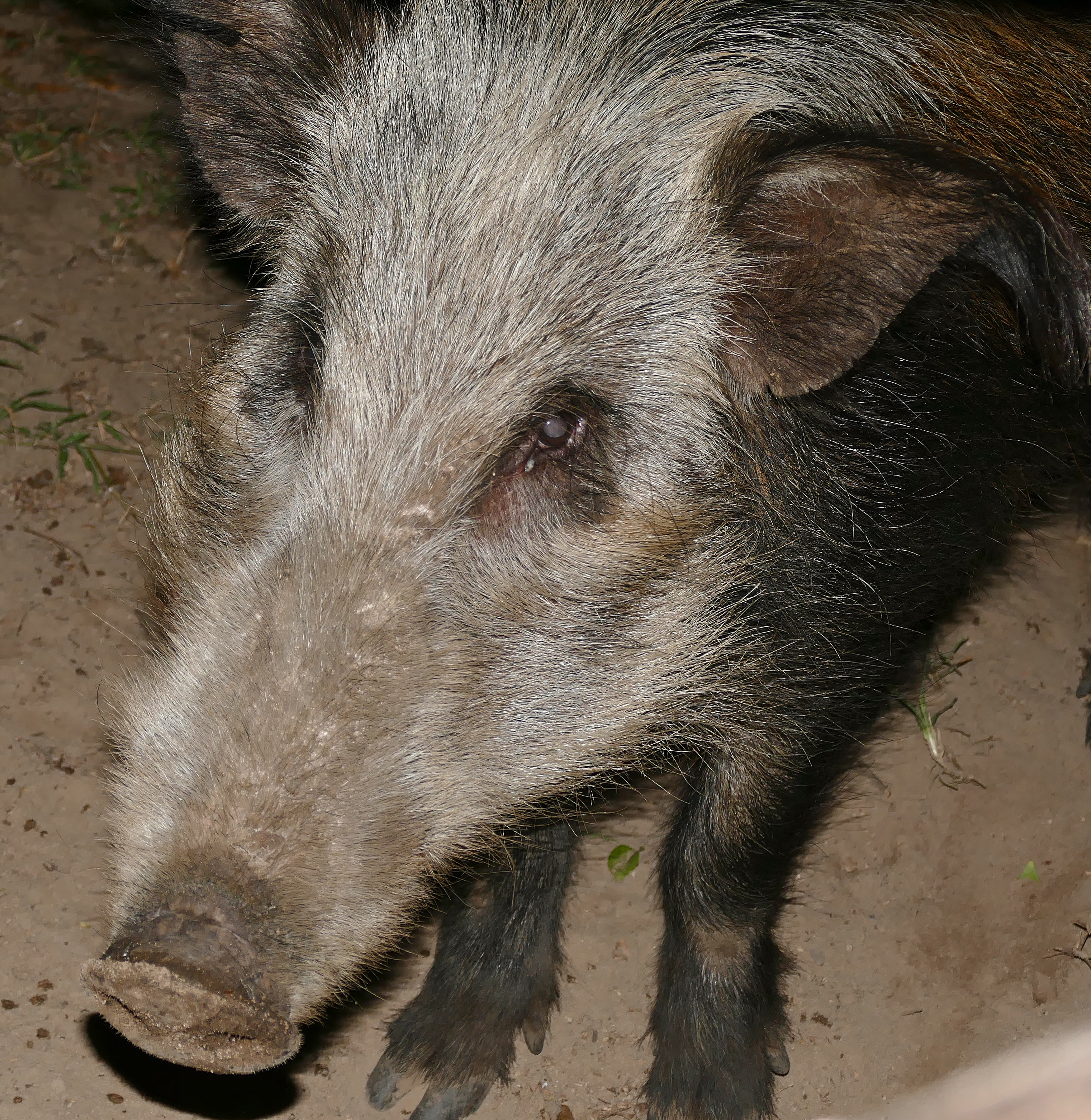
Голова свині

Дорослі чагарникові свині висотою від 66 до 100 см. і досягають ваги до 150 кг (найчастіше від 60 до 80 кг). Самки важать менше (від 45 до 70 кг). Чагарникові свині досить подібні на звичайних свійських свиней, але їх можна відрізнити за загостреними, волохатими вухами та маскою на обличчі.
Чагарникові свині різняться за кольором шерсті залежно від підвиду. Популяції південних koiropotamus і nyasae темно-рудуватого кольору, з віком темніють; трапляються майже чорні особини. На їх головах є «маски», з контрастним малюнком, від чорнуватого до темно-коричневого та від білого- до темно-сірого кольорів, або можуть бути зовсім білі. На вухах є китиці з довгих волосків. Їх дуже гострі ікла досить короткі й непомітні. На відміну від бородавочників, чагарникові свині бігають, опустивши свої довгі та тонкі хвости. У самок шість сосків.
Самці зазвичай більші за самок. У старих самців на морді з'являються дві бородавки. Поросята народжуються темно-коричневими, з блідо-жовтуватими поздовжніми смугами. Смуги незабаром зникають, і шерсть стає дорослого, рудувато-коричневого кольору, з чорно-білим спинним гребенем, спільним для обох статей. Ця грива може ставати дибки при збудженні.

## Поширення
Чагарникова свиня поширена на великій площі: від Ефіопії та Сомалі до південно-східного ДР Конго та до Капської провінції та провінції Квазулу-Наталь у ПАР. Вид також поширений на Мадагаскарі і, можливо, на Коморському архіпелазі. Достеменно невідомо, як вид поширився на ці острови, але, імовірно, був завезений туди людьми як свійських тварин. Також повідомлялося про численні гібриди зі звичайними свинями. Схоже, що наприкінці 1970-х чагарникова свиня збільшила свій ареал у Ботсвані. Дуже рідко трапляється в Бурунді.

## Таксономія
Упродовж XX століття майже всі дослідники розглядали Potamochoerus porcus як єдиний вид всередині роду Potamochoerus. У 1993 році дослідник Пітер Грабб розділив чагарникову і китицевуху свиню на різні види, і виділив багато підвидів всередині інших видів африканських свиней. Оскільки саме західноафриканську китицевуху свиню було описано ще Ліннеєм в 1758 році під науковою назвою Potamochoerus porcus, цю назву зберегли за нею, тоді як повторно виділену чагарникову свиню назвали Potamochoerus larvatus, назвою, даною Фредеріком Кюв'є в 1822 році свині, знайденій на Мадагаскарі.
Чагарникова свиня дуже тісно пов'язана з китицевухою свинею, з якою вона, на думку деяких дослідників, здатна схрещуватись (хоча інші дослідники цю можливість відкидають). Деякі популяції свиней Уганди мають фізичні характеристики, проміжні між двома видами.
Було декілька спроб виділити підвиди. У 2005 році остання така спроба виділила наступні:
- P. larvatus larvatus — Коморські острови, західний Мадагаскар
- P. larvatus edwardsi — східний Мадагаскар, син. hova
- P. larvatus hassama — Еритрея, Ефіопія, Судан
- P. larvatus koiropotamus — Капський регіон
- P. larvatus nyasae — Ангола, ДРК, схід Південної Африки
- P. larvatus somaliensis — Сомалі

## Екологія

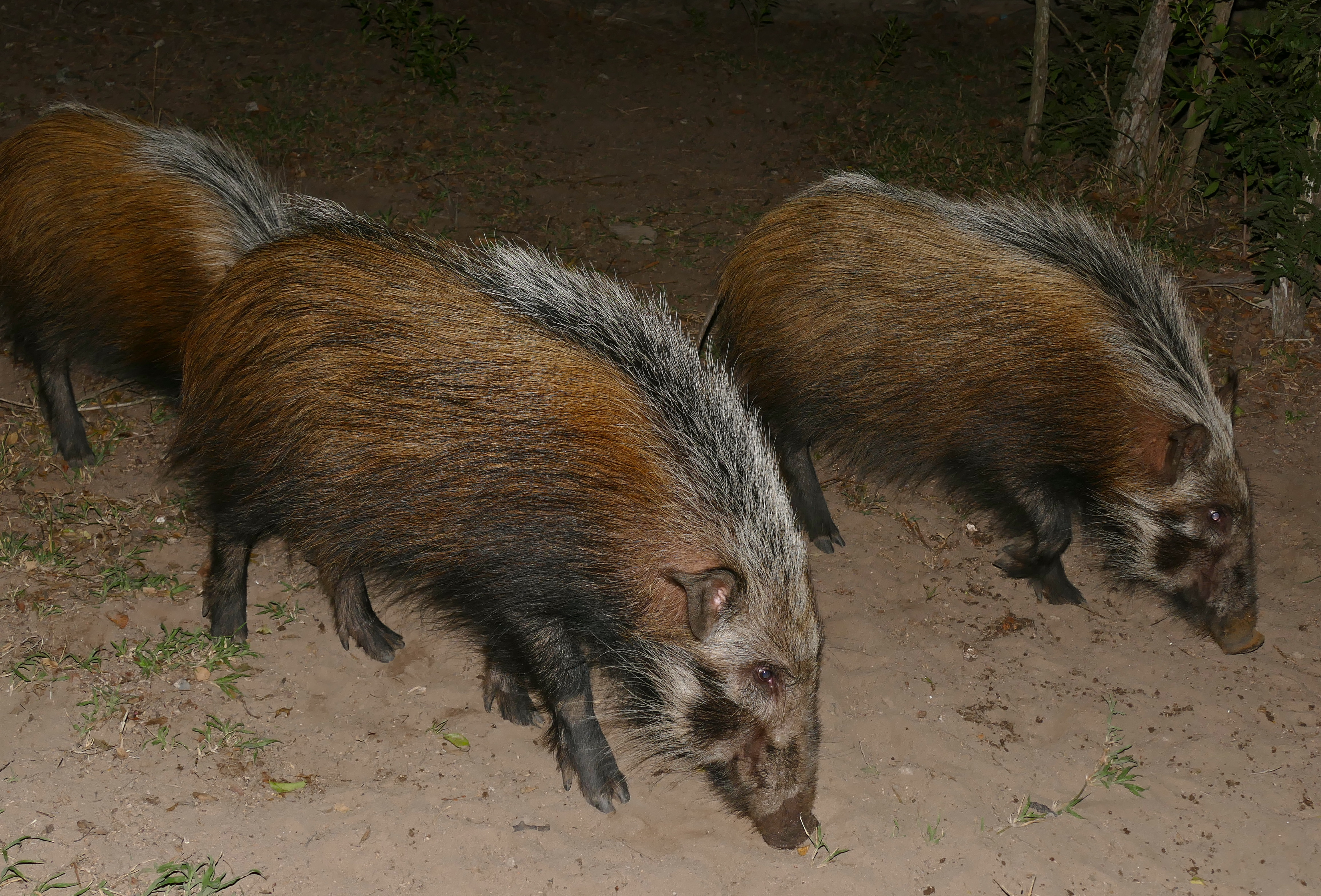
Група чагарникових свиней в національному парку Хлухлуве-Імфолозі

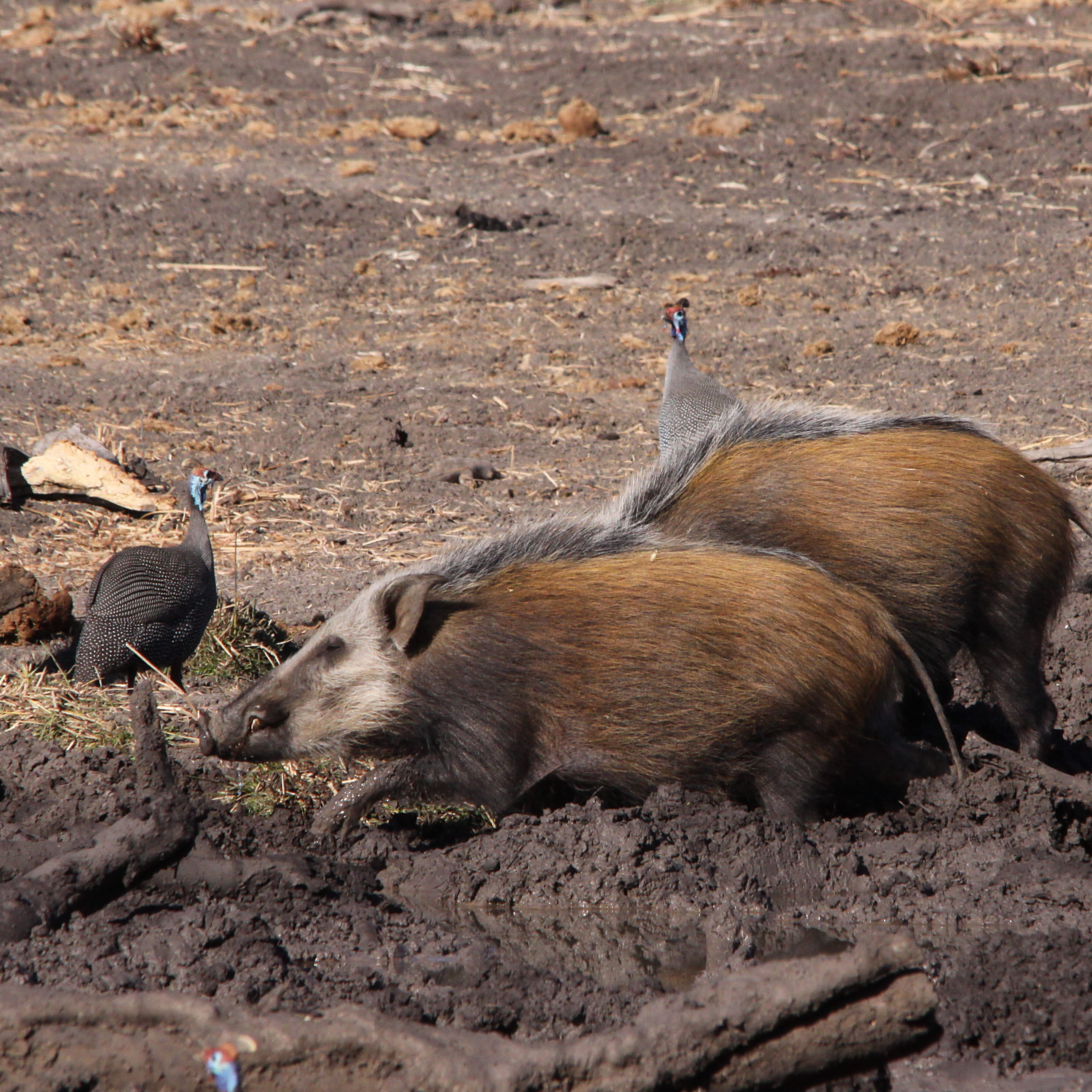
Дві чагарникові свині й цесарка в національному парку Мапунгубве

Основною вимогою до місцевості є щільний рослинний покрив. Чагарникові свині уникають відкритих лісів чи саван. Вони можуть мешкати в лісах, чагарниках, підтоплених лісах та болотах, а також в на оброблюваних людиною землях. Мешкають в гірських лісах на Кіліманджаро на висоті до 4000 м над рівнем моря.
Чагарникові свині доволі соціальні тварини. Їх можна зустріти в групах до дванадцяти особин (в середньому від трьох до п'яти). Типова група складається з домінуючого кабана та домінантної свиноматки, решта — самки та поросята. Групи вступають в ритуальні поєдинки, коли зустрічаються одна з одною, але по-справжньому будуть битися за значні джерела їжі. Групи тримаються подалі одна від одної, на порушників нападають, як і на не свиней. Площею групові ділянки можуть бути від 400 до 1000 га. Майже половина популяції становлять собою одиночних особин.
Самці набувають статевої зрілості у віці 30 місяців. Спарювання зазвичай відбувається пізньої осені або ранньої зими. Вагітність триває від восьми до дев'яти місяців, на шостому місяці альфа-свиноматка буде агресивно відганяти молодих самців. Вона будує гніздо діаметром три метри й висотою в метр, з підстилкою з опалого листя і сіна. Поросята залишаються біля гнізда приблизно чотири місяці, коли вони відлучаються від молока. За гніздом доглядають самці.
Чагарникові свині є нічними тваринами.

## Дієта і взаємодія з людьми
Чагарникові свині можуть шукати їжу на відстані до 4 км від свого лігва. Вони всеїдні, їх раціон може включати корінці, бульби, цибулини, зернові, сукуленти, водяні рослини, гнилу деревину, комах, дрібних плазунів, яйця, пташенят та падло, як свіже, так і дуже гниле. Можуть зловити й з'їсти маленьку антилопу. В Уганді спостерігалися випадки, коли свині слідкували за мавпами на деревах і підбирали падаючі плоди та мавпячі недоїдки. Спостереження за капською популяцією свиней показало, що 40 % їжі складали бульби та інші підземні частини рослин, 30 % — трава, 13 % — фрукти, 9 % речовин тваринного походження та 8 % грибів.
Чагарникові свині відомі як шкідники посівів. Вони знищують городи та плантації цукрової тростини, папаї, бананів і кукурудзи. Були випадки вбивств чагарниковими свинями свійської худоби.
На чагарникових свиней активно ведеться полювання. Однак, попри неї. популяція свиней зростає. Частково це пояснюється зменшенням кількості леопардів, основних природних хижаків на свиней. В деяких частинах Африки свиней не вбивають на м'ясо, оскільки за ісламськими законами свиня є харамною. Однак в інших місцях чагарникові свині є однією із найбільш популярних об'єктів полювання на бушміт.

## Охорона
МСОП визнала чагарникову свиню видом, що не потребує особливої охорони. Вид представлений в експозиції деяких зоопарків.